# Sigmatostalix ariasii
Sigmatostalix ariasii là một loài thực vật có hoa trong họ Lan. Loài này được Königer miêu tả khoa học đầu tiên năm 1999.